# Veinule
Une veinule est une petite veine qui fait suite aux capillaires.
On peut distinguer les veinules post-capillaires, les veinules musculaires et les veinules collectrices.

## Veinule post-capillaire
Les veinules post-capillaires sont les parties des veinules qui possèdent un endothélium cubique permettant la migration des lymphocytes vers les nœuds lymphatiques, les sites inflammatoires et les tissus lymphoïdes associés aux muqueuses.
Leur paroi ne possèdent pas de cellules musculaires lisses, celles-ci sont remplacées par des péricytes jouant le rôle de cellules de soutien.
Leur diamètre est compris entre 10 et 30 µm

## Veinule musculaire
Les veinules post-capillaire augmentent de diamètre et à partir de 50 µm elles intègrent des cellules musculaires lisses aux péricytes pour devenir des veinules musculaires.

## Veinule collectrice
Les veinules musculaires intègrent une paroi musculaire lisse complète pour former des veinules collectrices qui s'unissent pour former les veines.